# Henri de Fleury de Coulan

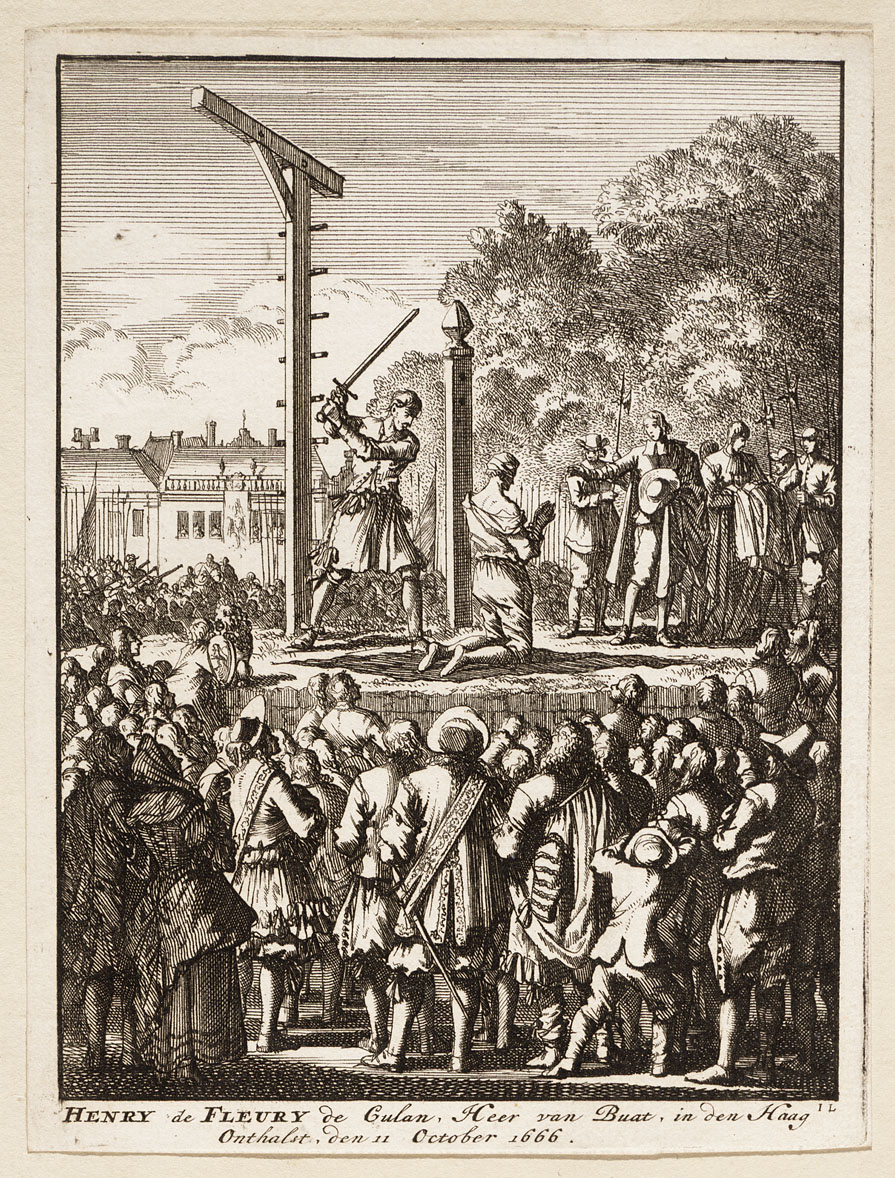
Onthoofding van Henri Buat. Gravure door Jan Luyken, 1698. (Amsterdam Museum)

Henri de Fleury de Coulan (1622/23? – 11 oktober 1666), heer van Buat, St Sire en La Forest de Gay, door zijn legerfunctie beter bekend als ritmeester Buat, was een Franse edelman die in de Nederlanden was opgegroeid omdat zijn vader in het Staatse leger had gediend. Hijzelf werd page aan het hof van prins Maurits en daarna een vertrouweling van de jonge prins Willem III.
Naderhand kreeg hij het bevel over een eskadron cavalerie, dat 'ter repartitie' stond van de Staten van Zeeland en nominaal in Bergen op Zoom in garnizoen lag. In deze functie heeft ritmeester Buat een beslissend aandeel gehad in de succesvolle landing op het eiland Funen tijdens de Zweeds-Nederlandse Oorlog in 1659, een oorlog met Zweden ter verkrijging van vrije doorvaart door de Sont.
Hij was getrouwd met Elisabeth Musch, een dochter van Cornelis Musch, griffier van de Staten-Generaal, schoonzoon van Jacob Cats en ook een bekende oranjeklant.
Buat had Engeland bezocht in het gevolg van Maria, weduwe van Willem II, en had daar van Karel II een jaargeld gekregen, dat echter – zoals gebruikelijk – niet of zeer onregelmatig werd uitbetaald.

## Landverraad
Daarom was hij wederom naar Londen vertrokken, en omdat hij er een goed figuur sloeg, was hij aan het hof een populaire gast. Terwijl de Tweede Engels-Nederlandse Oorlog in volle gang was, voerde Buat met Gabriel Sylvius drukke onderhandelingen tussen de huizen Stuart en Oranje, en probeerde in het geheim vrede te sluiten met de Engelsen. Johan de Witt was hiervan een groot tegenstander en liet de ritmeester oppakken voor landverraad.
Er kwam – ondanks dat Buat ruimschoots gelegenheid kreeg om het belastende materiaal te verbranden – een briefwisseling aan het licht met de bedoeling de Republiek en Frankrijk verder uit elkaar te drijven en om Willem III als stadhouder aan de macht te brengen. Dit gebeurde met medeweten van Cornelis Tromp, Johan Kievit, Van Zuylestein, Van der Horst, en de graven Van Nassau-Beverweerd. De Oranjes zelf werden niet direct geïmpliceerd.
De ritmeester Buat werd in 1666 onthoofd door de beul Christiaan Hals.
Constantijn Huygens dichtte:
OP BUAT, ONTHOOFT II. OCT. 1666. EX LATINO MEO
Hier light een schuldigh man, van Hooft en Hals berooft,
Die, doen hij schuldigh wierd, een’ hals had, maer geen hooft.

## Bron
- Pieter Geyl: Orange & Stuart, 1641-1672, Phoenix Press (2001), ISBN 1842122266

## De Buat-affaire in de cultuur
- Jacob van Lennep: Elisabeth Musch (roman, 1850 Online versie)
- Ritmeester Buat (televisieserie) (1968) met Coen Flink
- Sigarenmerk Fiat Ritmeester Buat van fabrikant Ritmeester.
- Jean-Marc van Tol: "Buat" (historische roman, 2023)